# 波兹杰夫卡村委员会
波兹杰夫卡村委员会（俄语：Поздеевский сельсовет）是俄罗斯联邦阿穆尔州罗姆内区所属的一个村委员会。其下辖有3个居民点，行政中心为波兹杰夫卡。据2016年统计，该村委员会的人口为2043人。